# Municipio de Tywappity (condado de Misisipi)
El municipio de Tywappity (en inglés: Tywappity Township) es un municipio ubicado en el condado de Mississippi en el estado estadounidense de Misuri. En el año 2010 tenía una población de 6514 habitantes y una densidad poblacional de 23,7 personas por km².

## Geografía
El municipio de Tywappity se encuentra ubicado en las coordenadas 36°56′10″N 89°19′14″O / 36.93611, -89.32056. Según la Oficina del Censo de los Estados Unidos, el municipio tiene una superficie total de 274.89 km², de la cual 264,84 km² corresponden a tierra firme y (3,66 %) 10,05 km² es agua.

## Demografía
Según el censo de 2010, había 6514 personas residiendo en el municipio de Tywappity. La densidad de población era de 23,7 hab./km². De los 6514 habitantes, el municipio de Tywappity estaba compuesto por el 51,12 % blancos, el 46,88 % eran afroamericanos, el 0,03 % eran amerindios, el 0,29 % eran asiáticos, el 0,61 % eran de otras razas y el 1,06 % eran de una mezcla de razas. Del total de la población el 1,69 % eran hispanos o latinos de cualquier raza.